# Gustav Ginzel
Gustav Ginzel (28. února 1932, Liberec – 28. listopadu 2008, Kempten, Německo) byl československý cestovatel německé národnosti, horolezec a dobrodruh. Známý je především na území bývalé NDR.

## Gustav Ginzel a Hnojový dům

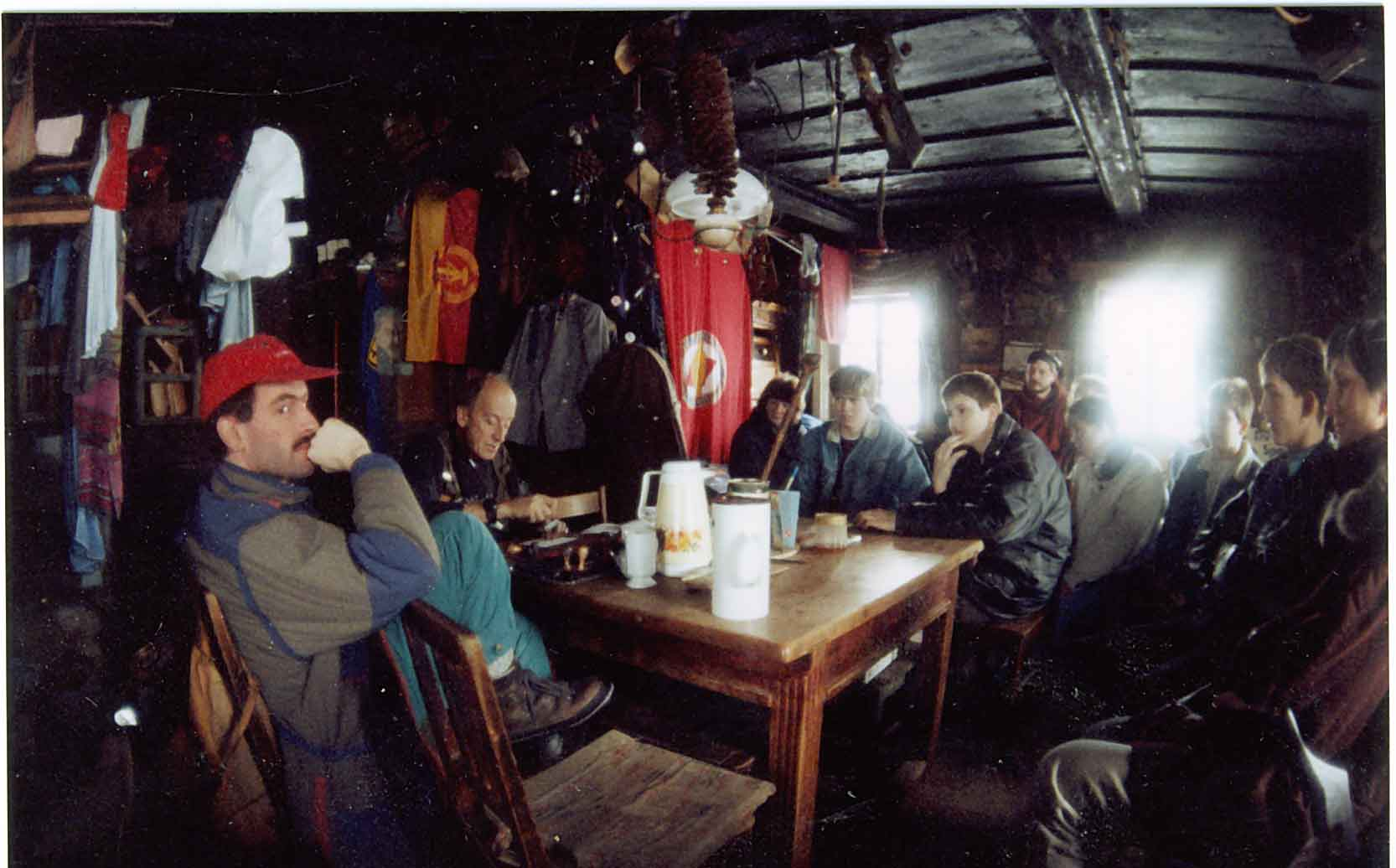
Gustav Ginzel razítkuje pohledy v Hnojovém domě

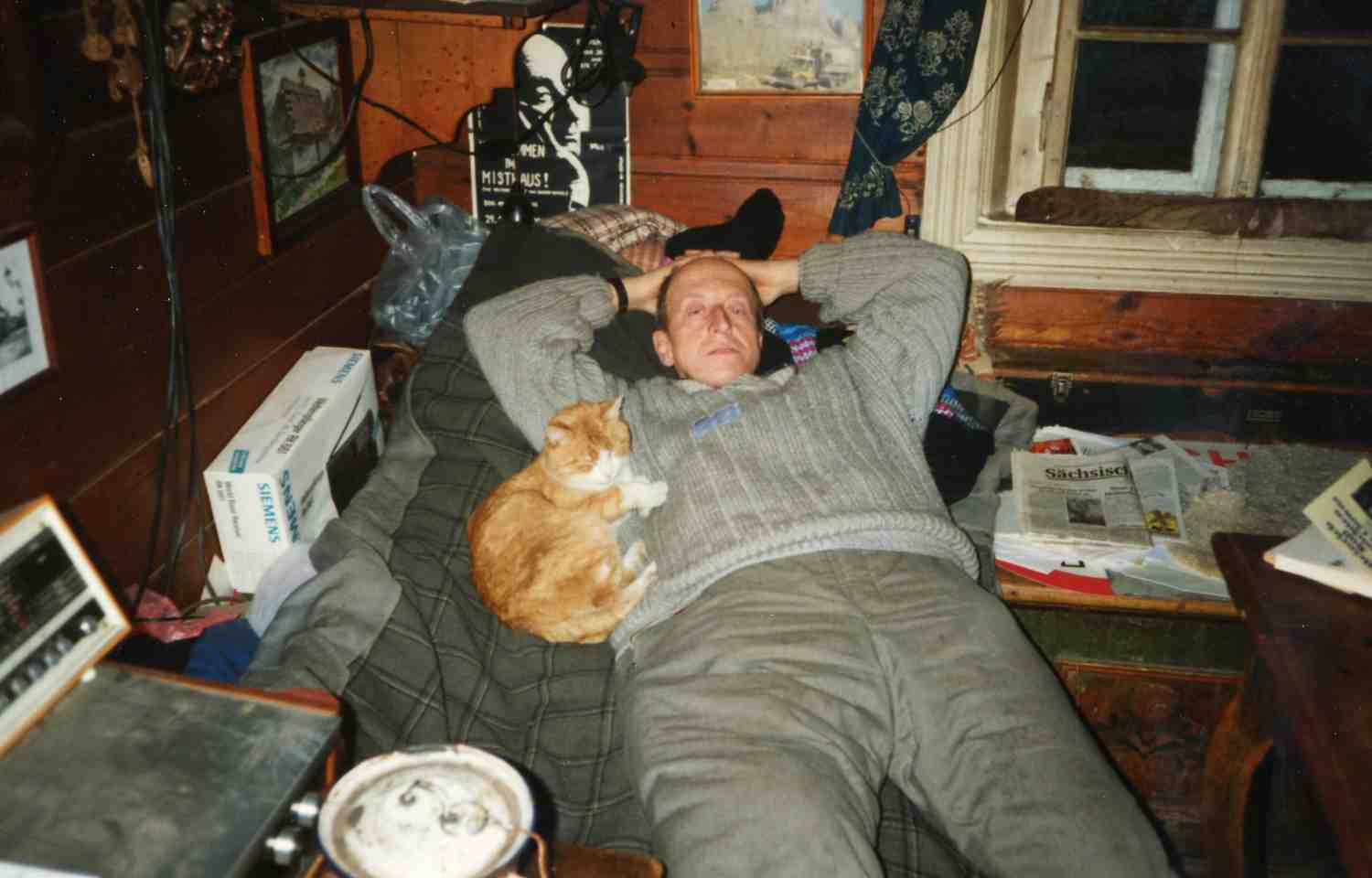
Gustav Ginzel a jeho kocour Erich

Bydlel v osadě Jizerka v Jizerských horách, kde obýval horskou chalupu, roubenku, kterou nazval Misthaus (Hnojový dům). Hnojový proto, že v době, kdy ho koupil, dům sloužil jako stáj pro dobytek a hnůj dosahoval až téměř ke stropu. Vyčistil ho tak, že do něho svedl potok. Stal se jedním ze zakladatelů Jizerské padesátky a také velkým cestovatelem. V domě ubytovával turisty; stavba i sám Gustav Ginzel se stali turistickou atrakcí, čemuž přispěla i 12 minutová reportáž Světoběžník z hnojového domu z roku 1995. V srpnu 1995, když byl na expedici v Austrálii, jeho dům kvůli nepozornosti jednoho z turistů vyhořel. A s ním shořely i všechny věci, které za celý život na různých expedicích posbíral. Zejména díky pomoci jeho přátel v Německu byl postaven nový Misthaus jako kopie domu původního. Roku 2000 však ze zdravotních důvodů své činnosti na Jizerce zanechal a odstěhoval se k příbuzným do Německa, kde v listopadu 2008 zemřel.

## Horolezectví
V Jizerských horách lezl s otcem, bratrem a Rudolfem Kauschkou, po válce s bratrem Wolfgangem a Adolfem „Adixem“ Maiem. Zde je také spoluautorem dvacítky prvovýstupů z let 1951–1963.

## Dílo
- GINZEL Gustav, Novák Emil: Topografie skal Jizerských hor, Severočeské muzeum, 1962